# Iman bint Al Hussein
Iman bint Al Hussein, Princesa da Jordânia (Amã, 24 de abril de 1983) é a primeira filha do rei Hussein e da rainha Noor da Jordânia, sendo uma descendente direta dos Hachemitas.

## Família
Iman nasceu a 24 de abril de 1983, em Amã, Amã, Jordânia.
A princesa é a terceira filha e primeira menina do quarto casamento do rei Al Hussein bin Talal (Amã, Jordânia, 14 de novembro de 1935 - Jordânia, 7 de fevereiro de 1999) foi rei do Reino Hachemita da Jordânia entre 1952 até sua morte em 1999. Hussein passou pelos momentos mais decisivos da Jordânia após sua independência do domínio inglês, como a Guerra dos Seis Dias; além de manter uma política próxima dos estados ocidentais, em particular dos Estados Unidos e do Reino Unido. Procedeu a uma modernização do país e das forças armadas, tendo neste último caso recebido uma ajuda especial dos Estados Unidos. A partir de 1979, Hussein iniciou o processo de reconciliação com Yasser Arafat, líder da OLP. Em 1987 abdicou das reenvindicações territoriais jordanas sobre a Cisjordânia. Em 1998 adoeceu com câncer, o rei já tinha sido tratado nos Estados Unidos com sucesso a esta doença em 1992, mas desta feita acabaria por não sobreviver. Sua mãe é a rainha Noor (Washington, Estados Unidos, 23 de agosto de 1951) foi a rainha-consorte da Jordânia entre 1978 até 1999, com a morte de seu marido. A atual rainha viúva mantém uma intensa jornada humanitária possuindo cargos importantes em instituições humanitárias. Iman possui três irmãos, o príncipe Al Hamzah bin Hussein, nascido em 29 de março de 1980; o príncipe Al Hashim bin Hussein, nascido em 10 de junho de 1981, e a princesa Raiyan bint Al Hussein, nascida em 09 de fevereiro de 1986. Possui sete-meio-irmãos, a princesa Alia bint Al Hussein, nascida em 13 de fevereiro de 1956; o Rei Al Abdullah bint Hussein II, nascido em 30 de janeiro de 1962; o príncipe Al Faisal bin Hussein, nascido em 11 de outubro de 1963; a princesa Aisha bint Al Hussein, nascida em 23 de abril de 1968; a princesa Zein bint Al Hussein, nascida em 23 de abril de 1968; a princesa Haya bint Al Hussein, nascida em 03 de maio de 1974, e o príncipe Al Ali bin Hussein, nascido em 23 de dezembro de 1975. Possui uma irmã adotiva, Abir Muhaisen, nascida em 1973.

## Educação
A princesa Iman estudou na Fay School em Massachusetts e na Maret School em Washington, D.C. Realizou treinamentos militares da Academia Militar de Sandhurst em 2002, terminando seu curso em 08 de agosto de 2003. Ela estudou na Universidade Americana em Washington, D.C. onde formou-se em medicina veterinária.

## Noivado
Em 20 de dezembro de 2012, foi anunciado o compromisso matrimonial entre a princesa Iman, filha mais velha do rei Hussein e da rainha Noor, com Zaid Azmi Mirza, um empresário jordaniano. Zaid é filho do embaixador jordano no Brasil, Azmi Mirza.

## Casamento
Em 22 de março de 2014, a princesa Iman e Zaid Azmi Mirza casaram-se no Palácio Bab Al-Salam, residência da rainha Noor. O casamento contou com a presença do rei Abdullah, da rainha Rania e da rainha Noor. O casal festejou o casamento com seus convidados, que contava com membros da família real, a família do noivo e amigos íntimos.

## Filho
Em maio um fórum sobre a nobreza divulgou que a princesa Iman estava esperando seu primeiro filho. Em 08 de outubro de 2014, deu à luz seu primeiro filho, Omar bin Al Zaid.